# Yilian Cañizares
Yilian Cañizares (L'Avana, 1983) è una musicista e cantante cubana naturalizzata svizzera.

## Biografia
Nata a L'Avana, Yilian Cañizares inizia lo studio del violino nella sua città natale, secondo la più rigorosa tradizione russa. Nel 1997, a sedici anni, studia in Venezuela; nel 2000 si trasferisce in Svizzera, dove entra nel Conservatorio di Friburgo.. Vive ancora in Svizzera, e ne ha acquisito la nazionalità.
Pensava inizialmente di dedicarsi alla musica classica, ma in Svizzera scopre il jazz e decide di cantare. Trova il tuo stile dopo avere scoperto il violinista jazz francese Stéphane Grappelli. Sentendo la mancanza delle sue radici, decide di mescolare lo stile di Grappelli con la musica cubana. Alla fine dei suoi studi fonda il gruppo Ochumare, che significa "arcobaleno" in yoruba, con David Brito (basso) e Cyril Regamey (batteria e percussione). Dopo continua la sua carriera come solista. La rivista francese Le Nouvel Observateur parla di lei come la "rivelazione dell'anno 2013" e la rivista francese Les Inrockuptibles considera il suo CD Invocación come uno dei dieci migliori CD del Sud America del 2015. In questi anni ha condiviso il palco con Ibrahim Maalouf, Omar Sosa, Youn Sun Nah, Richard Bona, Chucho Valdés, Roberto Fonseca, Dhafer Youssef, El Comité. Il 5 ottobre 2018 è uscito Aguas, l'album realizzato in collaborazione con Omar Sosa. Il 15 novembre 2019 è uscito il suo nuovo album intitolato Erzulie, su etichetta Planeta Y, fondata dalla stessa Yilian Canizares, dedicato alla divinità femminile haitiana dell'Amore e della Libertà.

## Stile
Il suo stile riflette la varietà delle sue influenze, con tocchi di jazz, musica cubana, rock, blues e con un grande spazio lasciato all'improvvisazione. La rivista francese Les Inrockuptibles parla di una orchestrazione jazz mescolata con rituale Yoruba. Canta in spagnolo, yoruba e francese e uno dei suoi tratti distintivi sta nel cantare e suonare il violino allo stesso tempo.

## Discografia
Ochumare Quartet
- 2009 - Caminos
- 2011 - Somos Ochumare

Yilian Cañizares
- 2013 - Ochumare, Naïve Records
- 2015 - Invocación, Naïve Records
- 2019 - Erzulie, Planeta Y

Omar Sosa &  Yilian Cañizares
- 2018 - Aguas
- 2019 - Omar Sosa & Yilian Cañizares feat Gustavo Ovalles - Live at Elbphilharmonie Hamburg

## Musicisti
- Daniel Stawinski – piano (in Ochumare e Invocación)
- David Brito – contrabbasso
- Cyril Regamey – batteria, percussione
- Childo Tomas - basso (in Erzulie)
- Inor Sotolongo - percussioni ( in Erzulie e Invocación)
- Marque Gilmore  - batteria, elettronica ( in Erzulie)
- Amen Viana - chitarra e voce (in Erzulie)